# مسجد راجا الانغ
مسجد راجا الانغ (بالملايو: Raja Alang masjid ) هو مسجد تاريخي في اقليم سلاغور في ماليزيا، يقع المسجد في برانانغ بالقرب من حدود اقليم نكري سمبيلن.

## الاسم
سمي المسجد باسم مسجد راجا الانغ نسبة لابن تنكو بانغليما بيسار سلاغور الذي حكم كاجانج خلال عهد السلطان السير عبد الصمد، وكان من سومطرة في إندونيسيا.

## التاريخ
شيد مسجد راجا الانج في الفترة من عام 1904 حتى عام 1906، وافتتح المسجد رسميا في عام 1907 من قبل السلطان السير علاء الدين سليمان شاه سلاغور.

## الميزات
مسجد راجا الانغ مشابه لمسجد علاء الدين في جوغرا، أسلوب عمارة المسجد مشابه لاسلوب العمارة في الشرق الأوسط والبلاد العربية مع تأثيرات قادمة من العمارة في مورو وتأثيرات عماة عالم غربي.

## وصلات خارجية
- موقع مسجد راجا الانغ على الخريطة
- البوم صور مسجد راجا الانغ